# Daniel Felipe Revelez
Daniel Felipe Revelez, vollständiger Name Daniel Felipe Revélez Pereira (* 30. September 1959 in Rocha) ist ein ehemaliger uruguayischer Fußballspieler.

## Karriere

### Verein
Der 1,83 Meter große Innenverteidiger Revelez gehörte von 1979 bis 1982 dem Kader Bella Vistas in der Primera División an. 1981 nahm sein Verein erstmals in der Vereinsgeschichte an der Copa Libertadores teil, scheiterte jedoch knapp in der Gruppenphase. Von 1983 bis 1985 spielte er in Kolumbien für Deportivo Cali. 1985 wurde sein Verein kolumbianischer Vizemeister. Es folgte 1985/86 eine Zwischenstation bei den Chacarita Juniors. Anschließend wechselte er 1986 zurück nach Montevideo zu Danubio. Über ein weiteres Jahr bei Bella Vista (1987) führte sein Weg 1988 innerhalb der Stadt zu Nacional, wo er bis 1993 aktiv war. Mit den Bolsos siegte er bei der Copa Libertadores 1988, wobei er in beiden Finalpartien gegen die Newell’s Old Boys in der Startaufstellung stand. Beim anschließenden Weltpokal-Finalsieg am 11. Dezember 1988 in Tokio gegen die PSV Eindhoven wirkte er ebenfalls von Beginn an mit. Nachdem er Ende Januar bzw. Anfang Februar 1989 bereits in den Finalspielen um die Recopa Sudamericana 1989 beim Anpfiff auf dem Platz stand und somit aktiv zum letztlich erfolgten Titelgewinn im Duell mit dem argentinischen Vertreter Racing Club beitrug, wurde er ebenfalls in den Finals um die Copa Interamericana 1989 von Beginn an eingesetzt. Nacional setzte sich im März 1989 auch dort gegen CD Olimpia durch. Später partizipierte er noch am Gewinn des uruguayischen Meistertitels des Jahres 1992. 1995 und 1996 schloss er sich zum Ende seiner Laufbahn nochmals Danubio an.

### Nationalmannschaft
Revelez belegte mit der uruguayischen Juniorennationalmannschaft 1979 den Dritten Platz des Weltmeisterschaftsturnier in Japan. Dort bestritt er sechs Partien und schoss zwei Tore. Er war auch Mitglied der A-Nationalmannschaft. Revelez debütierte in der Celeste am 18. Juli 1980. Sein 20. und letztes Länderspiel absolvierte er am 20. November 1991. Während dieses Zeitraums erzielte er ein Länderspieltor. In dieser Zeit nahm er an der Weltmeisterschaft 1990 teil, bei der er aber weder in den drei Gruppenspielen noch bei der Achtelfinalniederlage gegen Italien zum Einsatz kam. Auch gehörte er dem uruguayischen Aufgebot bei der Copa América 1989 an, die Uruguay als Zweitplatzierter beendete. Bei der Ausspielung des Turniers 1991 stand er ebenfalls im Kader.

## Erfolge
- Weltpokal: 1988
- Copa Libertadores: 1988
- Copa Interamericana: 1989
- Recopa Sudamericana: 1989
- Uruguayischer Meister: 1992